# John Dierkes
John Dierkes (Cincinnati, 10 febbraio 1905 – Los Angeles, 8 gennaio 1975) è stato un attore statunitense.
Ha recitato in oltre 50 film dal 1948 al 1973 ed è apparso in 30 serie televisive dal 1950 al 1973.

## Biografia
John Dierkes nacque a Cincinnati il 10 febbraio 1905.
Morì a Los Angeles l'8 gennaio 1975 e fu cremato.

## Filmografia

### Cinema
- Macbeth, regia di Orson Welles (1948)
- Three Husbands, regia di Irving Reis (1950)
- La prova del fuoco (The Red Badge of Courage), regia di John Huston (1951)
- La cosa da un altro mondo (The Thing from Another World), regia di Christian Nyby e, non accreditato, Howard Hawks (1951)
- Le rocce d'argento (Silver City), regia di Byron Haskin (1951)
- Difendete la città (The Sellout), regia di Gerald Mayer (1952)
- I miserabili (Les Miserables), regia di Lewis Milestone (1952)
- Gli avventurieri di Plymouth (Plymouth Adventure), regia di Clarence Brown (1952)
- Mercato di donne (A Perilous Journey), regia di R.G. Springsteen (1953)
- Il cavaliere della valle solitaria (Shane), regia di George Stevens (1953)
- La primula rossa del Sud (The Vanquished), regia di Edward Ludwig (1953)
- Gianni e Pinotto contro il dottor Jekyll (Abbott and Costello Meet Dr. Jekyll and Mr. Hyde), regia di Charles Lamont (1953)
- Notturno selvaggio (The Moonlighter), regia di Roy Rowland (1953)
- Duello all'ultimo sangue (Gun Fury), regia di Raoul Walsh (1953)
- Furia bianca (The Naked Jungle), regia di Byron Haskin (1954)
- Il principe coraggioso (Prince Valiant), regia di Henry Hathaway (1954)
- Desperado (The Desperado), regia di Thomas Carr (1954)
- La campana ha suonato (Silver Lode), regia di Allan Dwan (1954)
- La spia dei ribelli (The Raid), regia di Hugo Fregonese (1954)
- Il cavaliere implacabile (Passion), regia di Allan Dwan (1954)
- L'avamposto dell'inferno (Hell's Outpost), regia di Joseph Kane (1954)
- Timberjack, regia di Joseph Kane (1955)
- Sangue di Caino (The Road to Denver), regia di Joseph Kane (1955)
- Nessuno resta solo (Not as a Stranger), regia di Stanley Kramer (1955)
- Betrayed Women, regia di Edward L. Cahn (1955)
- Sakiss, vendetta indiana (The Vanishing American), regia di Joseph Kane (1955)
- Vento di terre lontane (Jubal), regia di Delmer Daves (1956)
- La pistola sepolta (The Fastest Gun Alive), regia di Russell Rouse (1956)
- La legge del Signore (Friendly Persuasion), regia di William Wyler (1956)
- Il marchio dell'odio (The Halliday Brand), regia di Joseph H. Lewis (1957)
- Combattimento ai pozzi apache (Duel at Apache Wells), regia di Joseph Kane (1957)
- Il forte delle amazzoni (The Guns of Fort Petticoat), regia di George Marshall (1957)
- La figlia del dott. Jekyll (Daughter of Dr. Jekyll), regia di Edgar G. Ulmer (1957)
- The Buckskin Lady, regia di Carl K. Hittleman (1957)
- La donna del ranchero (Valerie), regia di Gerd Oswald (1957)
- Death in Small Doses, regia di Joseph M. Newman (1957)
- Gli sterminatori dei comanches, regia di Robert Gordon (1958)
- La freccia di fuoco (Blood Arrow), regia di Charles Marquis Warren (1958)
- L'infernale Quinlan (Touch of Evil), regia di Orson Welles (1958)
- Furia selvaggia (The Left Handed Gun), regia di Martin Ritt (1958)
- I bucanieri (The Buccaneer), regia di Anthony Quinn (1958)
- L'albero degli impiccati (The Hanging Tree), regia di Delmer Daves e, non accreditato, Karl Malden (1959)
- I conquistatori dell'Oregon (The Oregon Trail), regia di Gene Fowler Jr. (1959)
- La battaglia di Alamo (The Alamo), regia di John Wayne (1960)
- I due volti della vendetta (One-Eyed Jacks), regia di Marlon Brando (1961)
- I comanceros (The Comancheros), regia di Michael Curtiz (1961)
- Sepolto vivo (Premature Burial), regia di Roger Corman (1962)
- Tre passi dalla sedia elettrica (Convicts 4), regia di Millard Kaufman (1962)
- L'uomo dagli occhi a raggi X (X), regia di Roger Corman (1963)
- La città dei mostri (The Haunted Palace), regia di Roger Corman (1963)
- Johnny Cool, messaggero di morte (Johnny Cool), regia di William Asher (1963)
- Il cardinale (The Cardinal), regia di Otto Preminger (1963)
- 1975: Occhi bianchi sul pianeta Terra (The Omega Man), regia di Boris Sagal (1971)
- Non predicare... spara! (Buck and the Preacher), regia di Sidney Poitier e, non accreditato, Joseph Sargent (1972)
- La notte del furore (Rage), regia di George C. Scott (1972)
- I duri di Oklahoma (Oklahoma Crude), regia di Stanley Kramer (1973)

### Televisione
- Stars Over Hollywood – serie TV, un episodio (1951)
- Chevron Theatre – serie TV, un episodio (1952)
- Family Theatre – serie TV, un episodio (1953)
- Death Valley Days – serie TV, un episodio (1953)
- Lux Video Theatre – serie TV, un episodio (1953)
- Crown Theatre with Gloria Swanson – serie TV, 1 episodio (1954)
- Topper – serie TV, episodio 1x30 (1954)
- Adventures of Falcon – serie TV, episodio 1x01 (1954)
- Climax! – serie TV, episodio 1x07 (1954)
- Le avventure di Rin Tin Tin (The Adventures of Rin Tin Tin) – serie TV, un episodio (1955)
- La mia piccola Margie (My Little Margie) – serie TV, 2 episodi (1953-1955)
- Crossroads – serie TV, episodio 2x12 (1956)
- Schlitz Playhouse of Stars – serie TV, 2 episodi (1954-1957)
- Telephone Time – serie TV, episodio 3x13 (1957)
- Casey Jones – serie TV, un episodio (1957)
- The Restless Gun – serie TV, episodio 1x27 (1958)
- Ricercato vivo o morto (Wanted: Dead or Alive) – serie TV, episodio 1x08 (1958)
- The Rifleman – serie TV, 2 episodi (1958)
- Carovane verso il West (Wagon Train) – serie TV, 2 episodi (1957-1959)
- Tales of Wells Fargo – serie TV, episodio 3x18 (1959)
- State Trooper – serie TV, un episodio (1959)
- Frontier Doctor – serie TV, un episodio (1959)
- Bonanza - serie TV, episodio 1x09 (1959)
- The Slowest Gun in the West – film TV (1960)
- The Aquanauts – serie TV, episodio 1x12 (1960)
- Peter Gunn – serie TV, episodio 3x27 (1961)
- The Lloyd Bridges Show – serie TV, un episodio (1962)
- The Dick Powell Show – serie TV, episodio 2x05 (1962)
- Gli uomini della prateria (Rawhide) – serie TV, 2 episodi (1962-1964)
- Slattery's People – serie TV, episodio 1x02 (1964)
- Luke and the Tenderfoot – film TV (1965)
- Gunsmoke – serie TV, 4 episodi (1956-1973)

## Doppiatori italiani
- Mario Pisu in Sepolto vivo, Furia selvaggia
- Bruno Persa in La città dei morti, La spia dei ribelli
- Aldo Silvani in La cosa da un altro mondo
- Cesare Polacco in Il cavaliere della valle solitaria
- Giorgio Capecchi in Il forte delle amazzoni
- Amilcare Pettinelli in La battaglia di Alamo
- Renato Turi in L'albero degli impiccati
- Lauro Gazzolo in Furia bianca